# Erdaltar

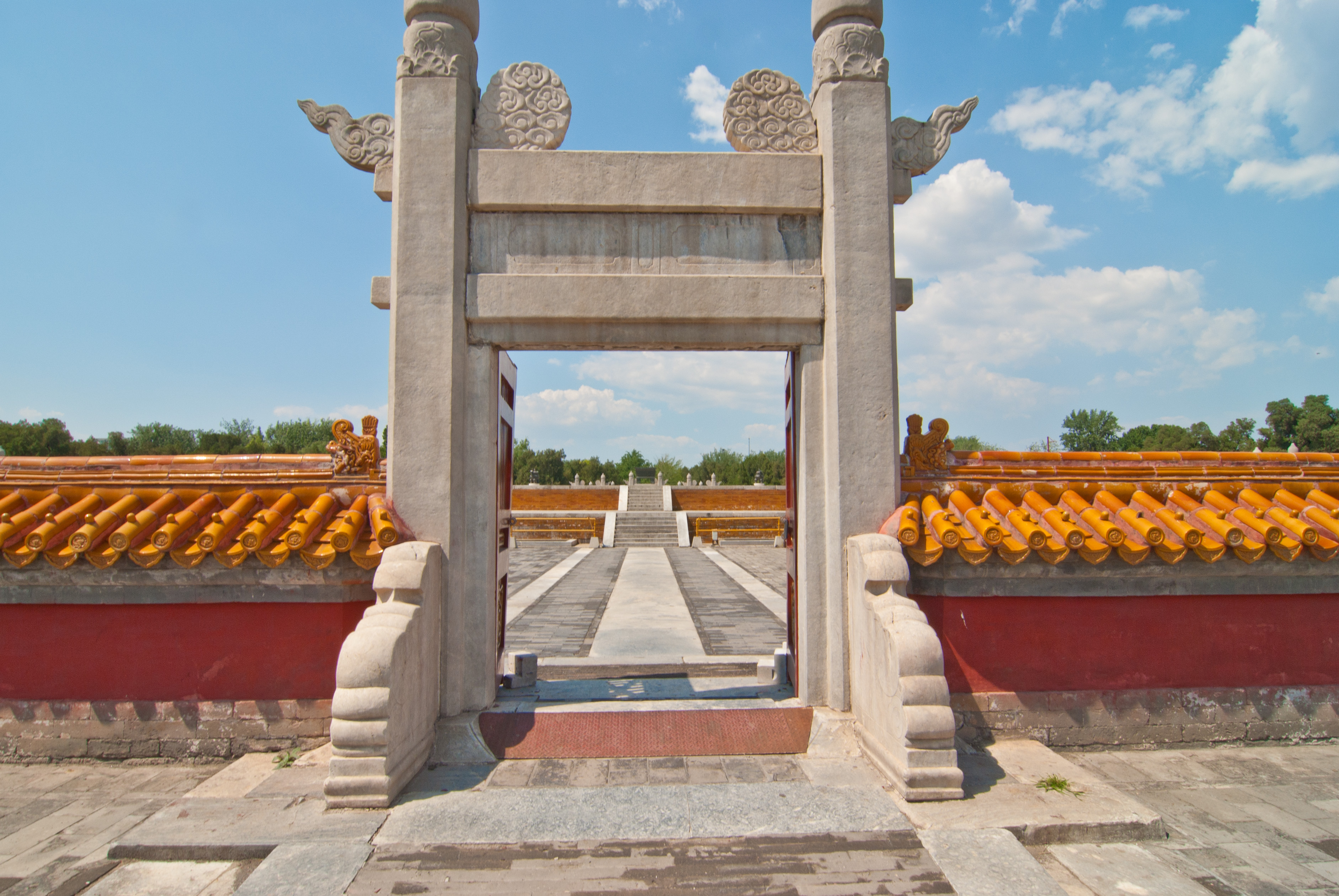
Erdaltar

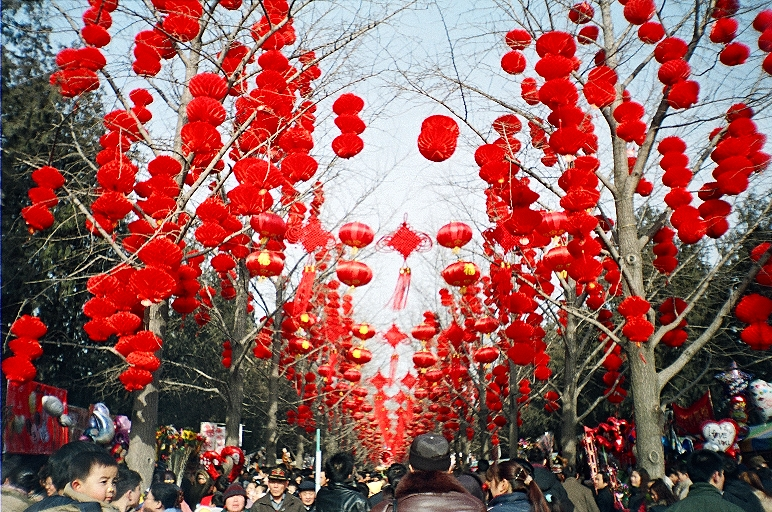
Ditan-Park

Der Erdaltar (chinesisch 地坛, Pinyin Dìtán) außerhalb des Andingmen in Peking ist eine mingzeitliche historische Stätte. Der Erdaltar wurde 1530 angelegt und während der Ming- und Qing-Dynastien in jedem Jahr zur Zeit der Sommersonnenwende (chin. 夏至 Xiàzhì) zu Opferzwecken genutzt.
Er steht seit 2006 auf der Liste der Denkmäler der Volksrepublik China (6-299).